# Chalcis melanospila
Chalcis melanospila is een vliesvleugelig insect uit de familie bronswespen (Chalcididae). De wetenschappelijke naam is voor het eerst geldig gepubliceerd in 1907 door Cameron.